# Elizabeth Latief
Elizabeth Latief (* 27. März 1963 in Jakarta) ist eine ehemalige indonesische Badmintonspielerin.

## Karriere
Elizabeth Latief trumpfte insbesondere bei den Südostasienspielen auf. 1983 gewann sie Silber im Dameneinzel, 1985 Silber im Damendoppel und Gold im Dameneinzel. Bei der Asienmeisterschaft 1987 holte sie ebenfalls Gold.

## Erfolge
| Saison | Veranstaltung      | Disziplin   | Platz | Name                                |
| ------ | ------------------ | ----------- | ----- | ----------------------------------- |
| 1983   | Südostasienspiele  | Dameneinzel | 2     | Elizabeth Latief                    |
| 1985   | Südostasienspiele  | Damendoppel | 2     | Elizabeth Latief / Verawaty Wiharjo |
| 1985   | Südostasienspiele  | Dameneinzel | 1     | Elizabeth Latief                    |
| 1987   | Asienmeisterschaft | Dameneinzel | 1     | Elizabeth Latief                    |